# Thesmophoros
Thesmophoros ("de wetgeefster") was een epitheton, dat Demeter droeg, sinds zij door het invoeren van de akkerbouw de mensen er toe gebracht had om onder vaste wetten samen te leven. Ook haar dochter Persephone droeg dezelfde naam. Zij werden samen vereerd op het feest van de Thesmophoria.